# Ridderorden in Kenia
De republiek Kenia, een voormalige Britse kolonie, heeft tot aan de onafhankelijkheid Britse onderscheidingen gekend. De inheemse vorsten kenden het Europese instituut van de ridderorden niet.Hoewel het land in het Gemenebest  met het Verenigd Koninkrijk is verbonden heeft sinds de onafhankelijkheid eigen orden en onderscheidingen ingesteld en verleend.
Kenia gebruikte tot 1963 de Ridderorden van het Verenigd Koninkrijk. Waarbij vooral de
- Orde van Sint-Michaël en Sint-George (voor zeer hoge functionarissen) en de
- Orde van het Britse Rijk (een veel verleende onderscheiding met zes graden) werden verleend.

De Keizerlijke Orde van Verdienste (Engels:"Imperial Service Order") werd toegekend aan ambtenaren die lange tijd in de tropen hadden gewerkt.
De regering van de republiek Kenia stelde na 1963 twee ridderorden in
- De Orde van de Brandende Speer (Engels: "Order of the Burning Spear")
- De Orde van Gouden Hart van Kenia (Engels: "Order of the Golden Heart")

De onderscheidingen worden ieder jaar op "Jamhuri Day" toegekend. In 1007 werden 396 decoraties, waarvan 2 postuum, verleend.